# Trübenbronn
Trübenbronn (fränkisch: Brennerschhuf) ist ein Gemeindeteil der Gemeinde Hagenbüchach im Landkreis Neustadt an der Aisch-Bad Windsheim (Mittelfranken, Bayern). Trübenbronn liegt in der Gemarkung Bräuersdorf.

## Geografie
Der Weiler liegt am Schafbrunnengraben, einem linken Zufluss des Fembachs (im Oberlauf Dürrnbucher Graben genannt). 0,5 km nördlich des Ortes liegt das Flurgebiet Seelweiher, 0,75 km südlich das Maurerfeld, 0,5 km südöstlich erhebt sich der Hummersberg (385 m ü. NHN). Eine Gemeindeverbindungsstraße führt zur Kreisstraße NEA 8 beim Brandhof (1 km nördlich) bzw. zur Kreisstraße NEA 19 (0,4 km östlich). Ein Wirtschaftsweg führt nach Bräuersdorf (0,5 km südwestlich).

## Geschichte
Der Ort wurde 1305 als „Trigenbrunn“ erstmals schriftlich erwähnt.
In der ersten Hälfte des 18. Jahrhunderts wurde der Einzelhof durch Ansiedlung von österreichischen Glaubensflüchtlingen zu einem Weiler erweitert. Gegen Ende des 18. Jahrhunderts gab es in Trübenbronn 4 Anwesen (1 Hof, 2 Häuser, 1 Torhäuslein). Das Hochgericht übte das brandenburg-bayreuthische Fraischvogteiamt Emskirchen-Hagenbüchach aus. Die Dorf- und Gemeindeherrschaft und die Grundherrschaft über alle Anwesen hatte das Vogtamt Hagenbüchach. Im Geographischen, statistisch-topographischen Lexikon von Franken (1799/1804) wird der Ort auch „Triebenbrunnerhof“ genannt.
Von 1797 bis 1810 unterstand der Ort dem Justizamt Markt Erlbach und Kammeramt Emskirchen. Im Rahmen des Gemeindeedikts wurde Trübenbronn dem 1811 gebildeten Steuerdistrikt Hagenbüchach und der 1813 gegründeten Ruralgemeinde Hagenbüchach zugeordnet. Mit dem Zweiten Gemeindeedikt (1818) wurde Trübenbronn in die neu gegründete Ruralgemeinde Bräuersdorf umgemeindet. Am 1. Januar 1972 wurde Trübenbronn im Zuge der Gebietsreform in Bayern nach Hagenbüchach eingemeindet.

### Ehemaliges Baudenkmal
- Haus Nr. 2: zweigeschossiges Wohnstallhaus, modern umgebaut und aufgestockt; Ecklisenen und Gurtband; im Keilstein der Haustür „ICP/1637“, dazwischen gekreuzte Beile; modern, eventuell nach älterem Vorbild.[11]

### Einwohnerentwicklung
| Jahr      | 001818 | 001840 | 001861 | 001871 | 001885 | 001900 | 001925 | 001950 | 001961 | 001970 | 001987 | 002010 | 002020 |
| Einwohner | 24     | 39     | 26     | 32     | 35     | 23     | 26     | 43     | 21     | 18     | 21     | 13     | 15     |
| Häuser    | 4      | 5      |        |        | 5      | 5      | 4      | 5      | 4      |        | 6      |        |        |
| Quelle    | [ 13 ] | [ 14 ] | [ 15 ] | [ 16 ] | [ 17 ] | [ 18 ] | [ 19 ] | [ 20 ] | [ 21 ] | [ 22 ] | [ 23 ] |        | [ 1 ]  |

## Religion
Der Ort ist seit der Reformation evangelisch-lutherisch geprägt und bis heute nach St. Kilian (Hagenbüchach) gepfarrt. Die Einwohner römisch-katholischer Konfession waren ursprünglich nach St. Michael (Wilhermsdorf) gepfarrt, heute ist die Pfarrei St. Marien (Langenzenn) zuständig.